# Derek de Solla Price medaille
De Derek de Solla Price Memorial Medal, of Price medaille, werd in het leven geroepen om Derek J. de Solla Price te eren voor zijn bijdragen aan de informatiewetenschappen en voor zijn cruciale rol in de ontwikkeling van de vakgebieden bibliometrie en scientometrie. 
De prijs werd gelanceerd door Tibor Braun, oprichter van het internationale wetenschappelijke tijdschrift Scientometrics, en wordt periodiek uitgereikt aan wetenschappers met uitstekende bijdragen op het gebied van kwantitatieve evaluatie van wetenschap en onderzoek. De prijsuitreiking maakt deel uit van de jaarlijkse ISSI conferentie. De eerste medaille werd uitgereikt aan Eugene Garfield in 1984. De volledige lijst van winnaars is hieronder terug te vinden.
| Jaar | Winnaar                                       | Jaar | Winnaar                                  |
| ---- | --------------------------------------------- | ---- | ---------------------------------------- |
| 1984 | Eugene Garfield                               | 1985 | Michael J. Moravcsik                     |
| 1986 | Tibor Braun                                   | 1987 | Vasily V. Nalimov & Henry Small          |
| 1988 | Francis Narin                                 | 1989 | Bertram C. Brookes & Jan Vlachy          |
| 1993 | Andras Schubert                               | 1995 | Anthony F.J. Van Raan & Robert K. Merton |
| 1997 | John Irvine & Ben Martin & Belver C. Griffith | 1999 | Wolfgang Glänzel & Henk F. Moed          |
| 2001 | Ronald Rousseau & Leo Egghe                   | 2003 | Loet Leydesdorff                         |
| 2005 | Peter Ingwersen & Howard D. White             | 2007 | Katherine W. McCain                      |
| 2009 | Peter Vinkler & Michel Zitt                   | 2011 | Olle Persson                             |
| 2013 | Blaise Cronin                                 | 2015 | Mike Thelwall                            |
| 2017 | Judit Bar-Ilan                                | 2019 | Lutz Bornmann                            |
| 2021 | Ludo Waltman                                  | 2023 | Kevin W. Boyack & Richard Klavans        |
| 2025 |                                               | 2027 |                                          |